# Pedro Pascual Ros
Pedro Pascual Ros (Buenos Aires, 15 d'agost de 1915 - Lleida, 30 de novembre de 1997) fou un futbolista argentí de la dècada de 1940.

## Trajectòria
Nascut a Buenos Aires es formà futbolísticament a Catalunya. Jugà als equips inferiors del FC Barcelona, passant la temporada 1939-40 al primer equip, amb el qual jugà el Campionat de Catalunya, i la lliga espanyola (8 partits amb 4 gols marcats). A continuació fou jugador del Deportivo de La Coruña (1940-41), Terrassa FC (1941-42), Lleida Balompié (1942-43), SD Espanya Industrial (1943-44) i CE Mataró, el seu darrer club.